# Ao no kanata no four rhythm
Ao no kanata no four rhythm (蒼の彼方のフォーリズム?, Ao no kanata no fō rizumu, lett. "Quattro ritmi attraverso il blu"), anche nota come Aokana (あおかな?) e sottotitolata Beyond the sky, into the firmament (lett. "Al di là del cielo, nel firmamento"), è una visual novel giapponese per adulti sviluppata dalla Sprite e pubblicata per Microsoft Windows, PlayStation Vita e PlayStation 4. Un adattamento manga ha iniziato la serializzazione sul Comp Ace della Kadokawa Shoten il 26 ottobre 2015. Un adattamento anime, prodotto dalla Gonzo, è stato trasmesso in Giappone tra l'11 gennaio e il 28 marzo 2016.

## Modalità di gioco
Il videogioco è una visual novel romantica, in cui il giocatore dovrà assumere il ruolo di Masaya Hinata trascorrendo la maggior parte del gameplay a leggere la storia e i dialoghi. Il testo è accompagnato dagli sprite dei personaggi, che posti sulle immagini di sfondo, rappresentano le persone a cui Masaya rivolge la parola. Il gioco, in alcune parti della storia, offre anche alcune immagini in CG, che sostituiscono le immagini di sfondo e gli sprite, e talvolta raffigurano il protagonista mentre ha rapporti sessuali con le eroine.
La trama non è lineare, bensì esistono quattro linee narrative, ognuna delle quali può essere sperimentata dal giocatore in compagnia di un'eroina diversa. Nel corso del gameplay ci sono momenti in cui, infatti, lo scorrimento del testo si ferma e vengono offerte varie opzioni, alcune delle quali possono far terminare il gioco prematuramente. Per scoprire il contenuto di tutte le linee narrative, è necessario rigiocare la storia più volte, provando tutte le combinazioni di scelte possibili.

## Trama
La storia si ambienta in un piccolo arcipelago formato da 4 isole nel sud-est di un Giappone alternativo in cui la scoperta degli anti-gravitoni ha consentito l'invenzione delle "grav shoes", ovvero le "gravity shoes", scarpe anti-gravità che permettono alle persone di volare nel cielo senza ricorrere a motori o altri dispositivi. Da questa invenzione si è poi sviluppato uno sport chiamato "Flyng Circus" (FC) e, proprio in questa disciplina, era impegnato il protagonista Masaya Hinata che tuttavia si ritirò presto in seguito a una cocente sconfitta. Passati alcuni anni, la nuova studentessa Asuka Kurashina si interessa all'FC e insisterà affinché Masaya diventi il coach del club scolastico di Flying Circus. In ciascuno dei percorsi il protagonista svilupperà una storia d'amore con 4 ragazze che istruisce: le sue compagne di club Asuka, Misaki e Mashiro, e la sua vicina di casa Rika Ichinose. La storia seguirà la crescita delle ragazze nello sport e nelle loro vite, e il protagonista affronterà il trauma che l'ha indotto ad abbandonare lo sport.

## Personaggi
Masaya Hinata (日向 晶也?, Hinata Masaya)
Doppiato da: Ryōta Ōsaka (anime)
È il protagonista della visual novel e un personaggio di supporto dell'anime. Studente del secondo anno all'Accademia Kunahama, ai tempi delle elementari era considerato un prodigio del Flying Circus ed era stato scelto come rappresentante del giappone in quanto riconosciuto a livello internazionale come discepolo di Aoi Kagami, considerata la Skywalker più abile del Giappone. Una settimana prima della sua partita di campionato del mondo, ha subito una terribile sconfitta contro un giocatore alle prime armi, che solo dopo due ore di gioco, aveva imparato tecniche che hanno richiesto parecchio tempo a Masaya per perfezionarsi, cosa che l'ha fatto sentire frustrato al punto da abbandonare lo sport. Nel corso della storia tornerà nel mondo del Flying Circus come coach del club scolastico della Kunahama.
Asuka Kurashina (倉科 明日香?, Kurashina Asuka)
Doppiata da: Natsu Sawada (PC), Misato Fukuen (PSV, anime)
Misaki Tobisawa (鳶沢 みさき?, Tobisawa Misaki)
Doppiata da: Yuri Konno (PC), Azumi Asakura (PSV, anime)
Mashiro Arisaka (有坂 真白?, Arisaka Mashiro)
Doppiata da: Mito Sera (PC), Nozomi Yamamoto (PSV, anime)
Rika Ichinose (市ノ瀬 莉佳?, Ichinose Rika)
Doppiata da: Mako Mishiro (PC), Madoka Yonezawa (PSV, anime)

## Sviluppo e distribuzione
Ao no kanata no four rhythm è il secondo gioco sviluppato dalla Sprite dopo Koi to senkyo to chocolate. Prodotto da Akira Sakamoto, il progetto è stato diretto da Nachi Kio, che ha anche contribuito alla stesura dello scenario principale della storia al fianco di Ryōichi Watanabe e Ryūsuke Mutsu. Le musiche di sottofondo sono state composte dai membri degli Elements Garden, mentre Suzumori ha ricoperto il ruolo di direttore artistico, aiutando Itsuka Yūki con lo sviluppo del character design. Il gioco è stato pubblicato prima il 28 novembre 2014 per Microsoft Windows sia in edizione normale sia limitata e poi il 25 febbraio 2016 per PlayStation Vita. Una versione in alta definizione per PlayStation 4 verrà pubblicata il 26 gennaio 2017.

### Colonna sonora
Il gioco presenta complessivamente una sigla di apertura, un'insert song e cinque sigle di chiusura. La sigla di apertura è Wings of Courage (sora o koete) (Wings of Courage ～空を超えて～? lett. "Ali di coraggio (oltre il cielo)") di Mami Kawada, l'insert song è Infinite Sky di Kotoko, mentre le sigle di chiusura, oltre a quella principale intitolata Sky is the Limit (lett. "Il cielo è il limite") di Kawada, cambiano a seconda dell'eroina: con Asuka si ottiene Sora koi (空恋? lett. "Amore in cielo") di Misato Fukuen, con Misaki Sense of Life (lett. "Il senso della vita") di Azumi Asakura, con Mashiro Millions of You (lett. "Milioni di te") di Nozomi Yamamoto e con Rika Night Flight (lett. "Volo notturno") di Madoka Yonezawa. In aggiunta, un'image song dal titolo Rays of the Sun (lett. "Raggi solari") di Kawada è stata pubblicata il 28 dicembre 2014 al Comiket 87.

## Altri media

### Manga
L'adattamento manga di Hideyu Tōgarashi ha iniziato la serializzazione sulla rivista Comp Ace della Kadokawa Shoten il 26 ottobre 2015. Entro il 26 gennaio 2016 i capitoli sono stati raccolti in un unico volume tankōbon.

#### Volumi
| Nº | Data di prima pubblicazione | Data di prima pubblicazione | Data di prima pubblicazione |
| Nº | Giapponese                  | Giapponese                  |                             |
| -- | --------------------------- | --------------------------- | --------------------------- |
| 1  | 26 gennaio 2016             | ISBN 978-4-04-104065-2      |                             |

### Anime
L'adattamento anime è stato annunciato sull'account Twitter ufficiale della Sprite il 13 novembre 2014. La serie televisiva, prodotta dalla Gonzo e diretta da Fumitoshi Oizaki, è andata in onda dall'11 gennaio al 28 marzo 2016. Le sigle di apertura e chiusura sono rispettivamente "Contrail ~Kiseki~" (Contrail～軌跡～?) di Mami Kawada ed A-gain di Ray. In varie parti del mondo gli episodi sono stati trasmessi in streaming, in contemporanea col Giappone, da Crunchyroll.

#### Episodi
| Nº | Titolo italiano (traduzione letterale) Giapponese 「Kanji」 - Rōmaji                                  | In onda          | In onda |
| Nº | Titolo italiano (traduzione letterale) Giapponese 「Kanji」 - Rōmaji                                  | Giapponese       |         |
| 1  | Sto volando, sto volando per davvero! 「飛んでます、飛んでますよっ！」 - Tondemasu, tondemasuyo!      | 11 gennaio 2016  |         |
| 2  | U…do…n…? 「う…ど…ん…？」 - U…do…n…?                                                                   | 18 gennaio 2016  |         |
| 3  | Giusto un po' eccitata 「ちょっと燃えてきただけ」 - Chotto moetekita dake                             | 25 gennaio 2016  |         |
| 4  | Carne… che felicità!! 「お肉……うれしい！！」 - Oniku…… ureshii!!                                      | 1º febbraio 2016 |         |
| 5  | Già, mantieni la calma e va' avanti 「うん、落ち着いていこう」 - Un, ochitsuite ikō                   | 8 febbraio 2016  |         |
| 6  | Sarebbe questo tutto quello che puoi fare? 「それが君の実力かい？」 - Sore ga kimi no jitsuryoku kai? | 15 febbraio 2016 |         |
| 7  | Pungi prima di essere punto! 「刺される前に刺せ！」 - Sasareru mae ni sase!                           | 22 febbraio 2016 |         |
| 8  | Non posso… più volare 「もう…飛べない」 - Mō… tobenai                                                 | 29 febbraio 2016 |         |
| 9  | La risposta sta in cielo! 「答えは空にあるんです！」 - Kotae wa sora ni arun desu!                    | 7 marzo 2016     |         |
| 10 | Anche questo è per l'FC? 「それもFCのためですか？」 - Sore mo FC no tame desu ka?                     | 14 marzo 2016    |         |
| 11 | Non perderò! 「わたし負けない！」 - Watashi makenai!                                                  | 21 marzo 2016    |         |
| 12 | Voliamo… di più!! 「もっと…飛ぼう！！」 - Motto… tobō!!                                               | 28 marzo 2016    |         |

## Accoglienza
Nel 2014 Ao no kanata no four rhythm si è classificato primo ai Moe Game Awards.